# كومبريس دي إنميديو
بلدية كومبريس دي إنميديو (بالإسبانية: Cumbres de Enmedio) هي بلدية تقع في مقاطعة ولبة التابعة لمنطقة أندلوسيا جنوب إسبانيا.

## الديموغرافيا
بلغ عدد سكان بلدية كومبريس دي إنميديو 65 نسمة عام 2011 (وفقاً للمعهد الوطني الإسباني للإحصاء).
| 60 | 63 | 58 | 47 | 50 | 52 | 65 |